# لوسيا أبيكيلا
لوسيا أبيكيلا (بالإيطالية: Lucia Apicella)‏ هي فاعلة خير إيطالية، ولدت في 18 نوفمبر 1887 في كافا دي تيريني في إيطاليا، وتوفي بنفس المكان في 23 يوليو 1982.